# Onopordum nervosum

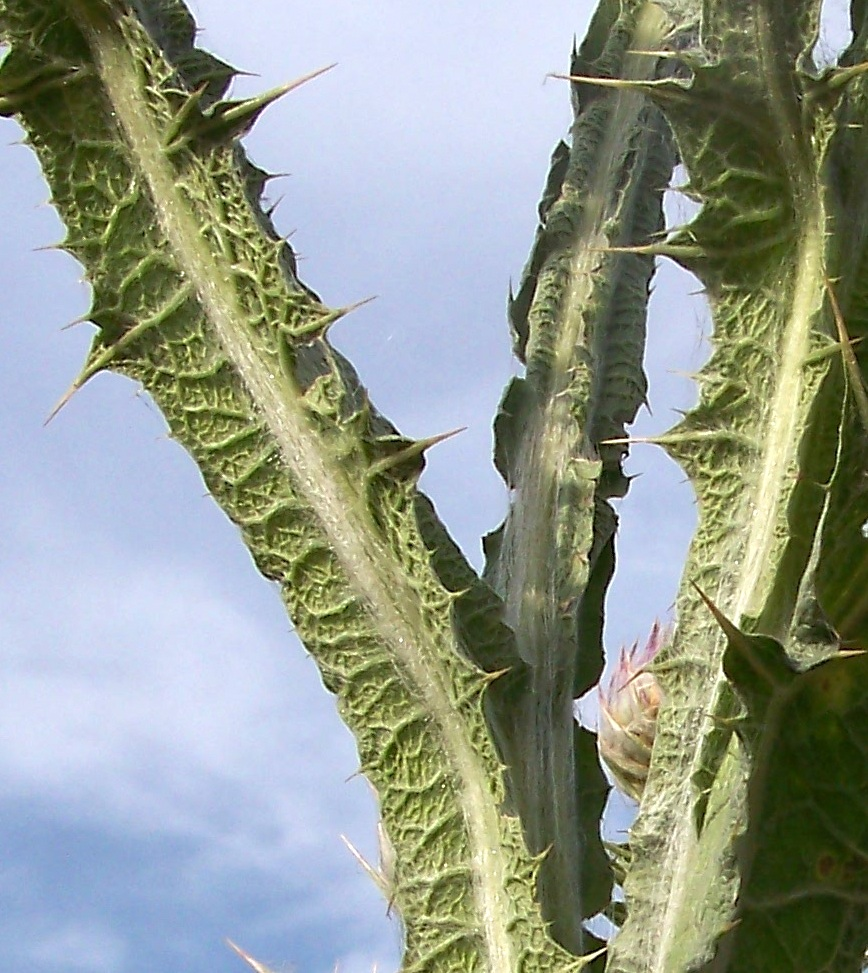
Detalle de los tallos alado-espinosos con su red de nervios reticulados.

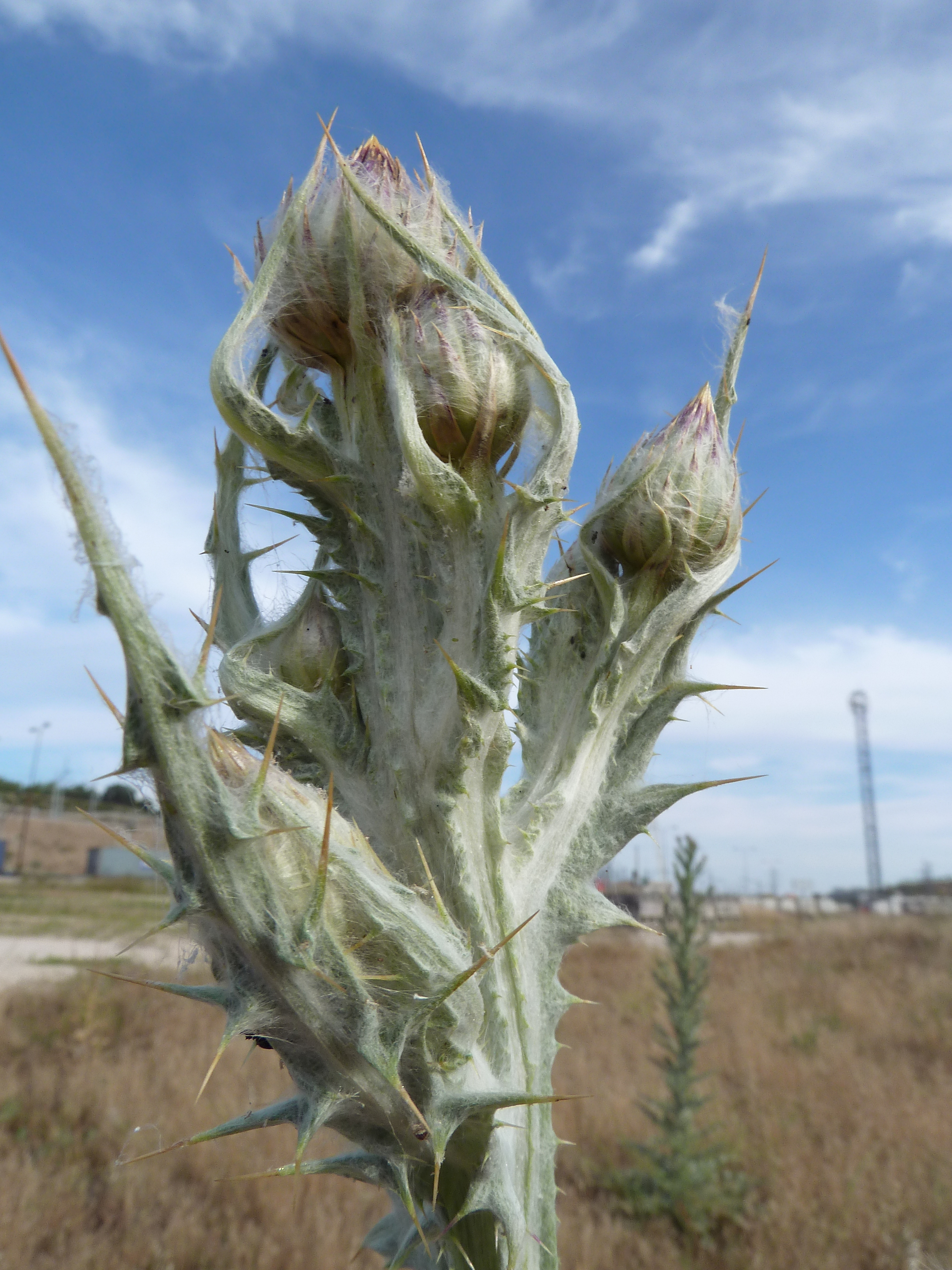
Capítulos apicales aracnoideo-tomentosos en preantesis en un individuo joven.

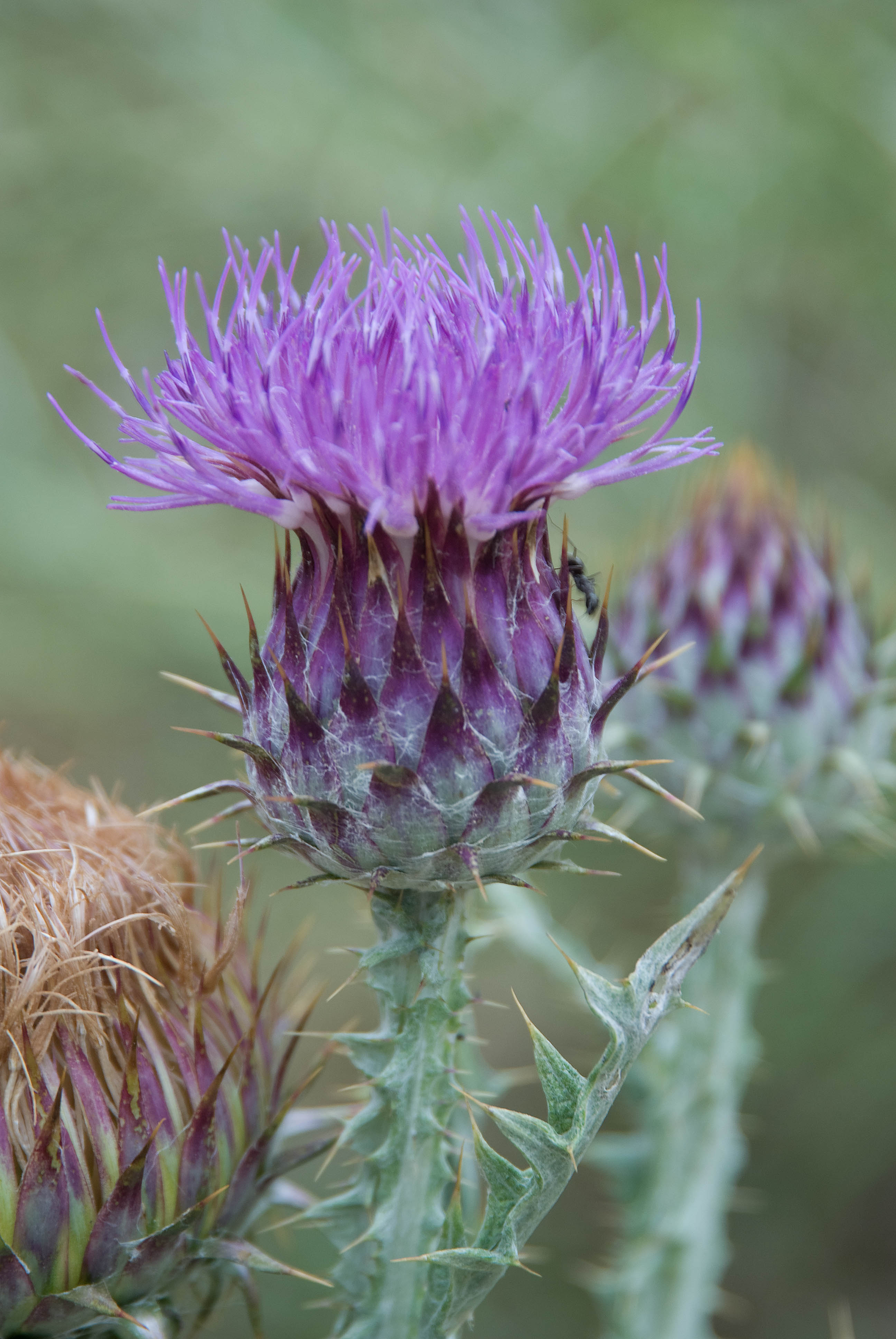
Individuos inusuales con brácteas inferiores, y parte de las medias, patentes.

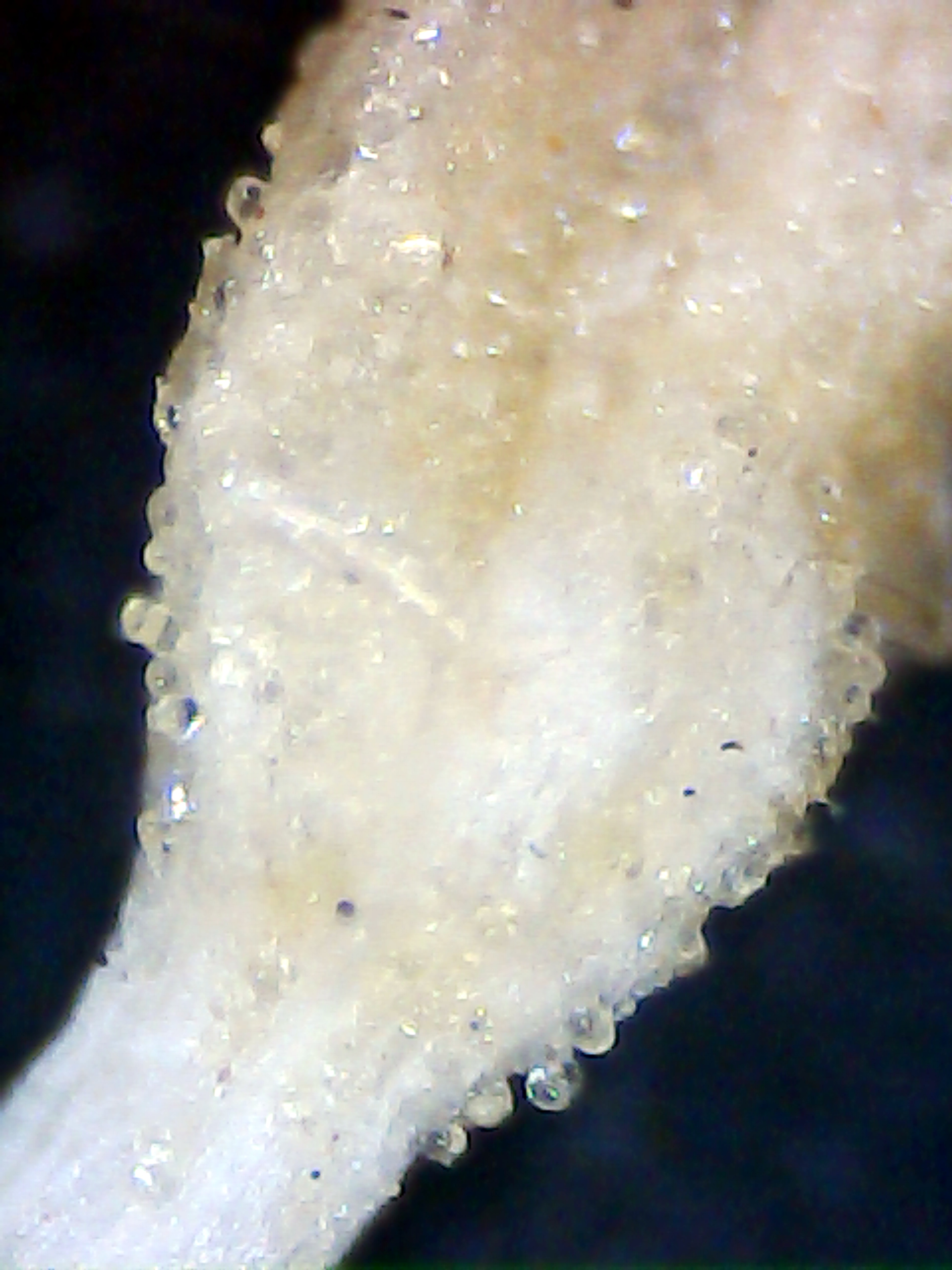
Detalle de la base de la corola de un flósculo con sus glándulas subsesiles traslucidas - x 80

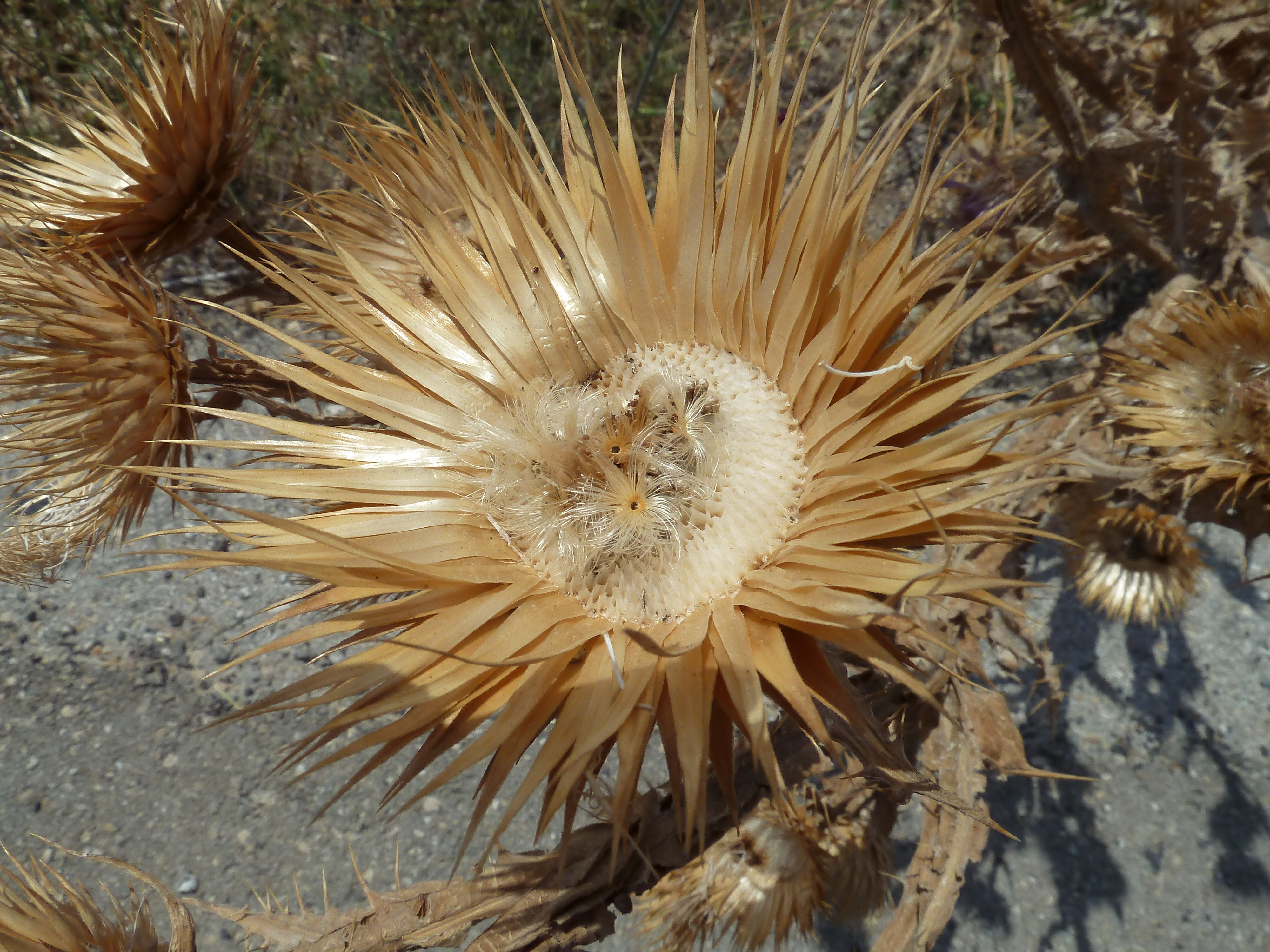
Capítulo post fructificación con cipselas todavía in situ incrustadas en el receptáculo alveolado.

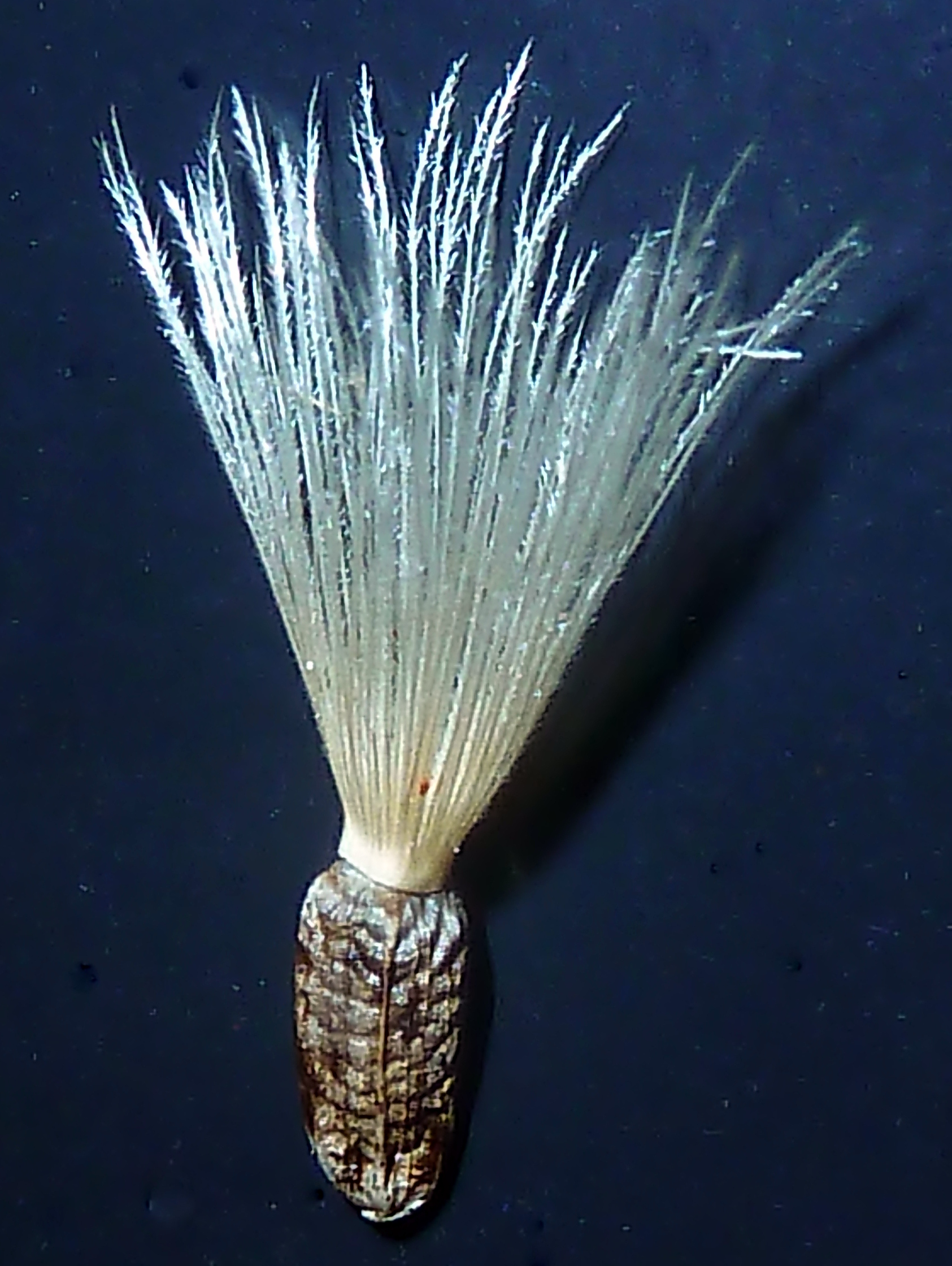
Cipsela suelta

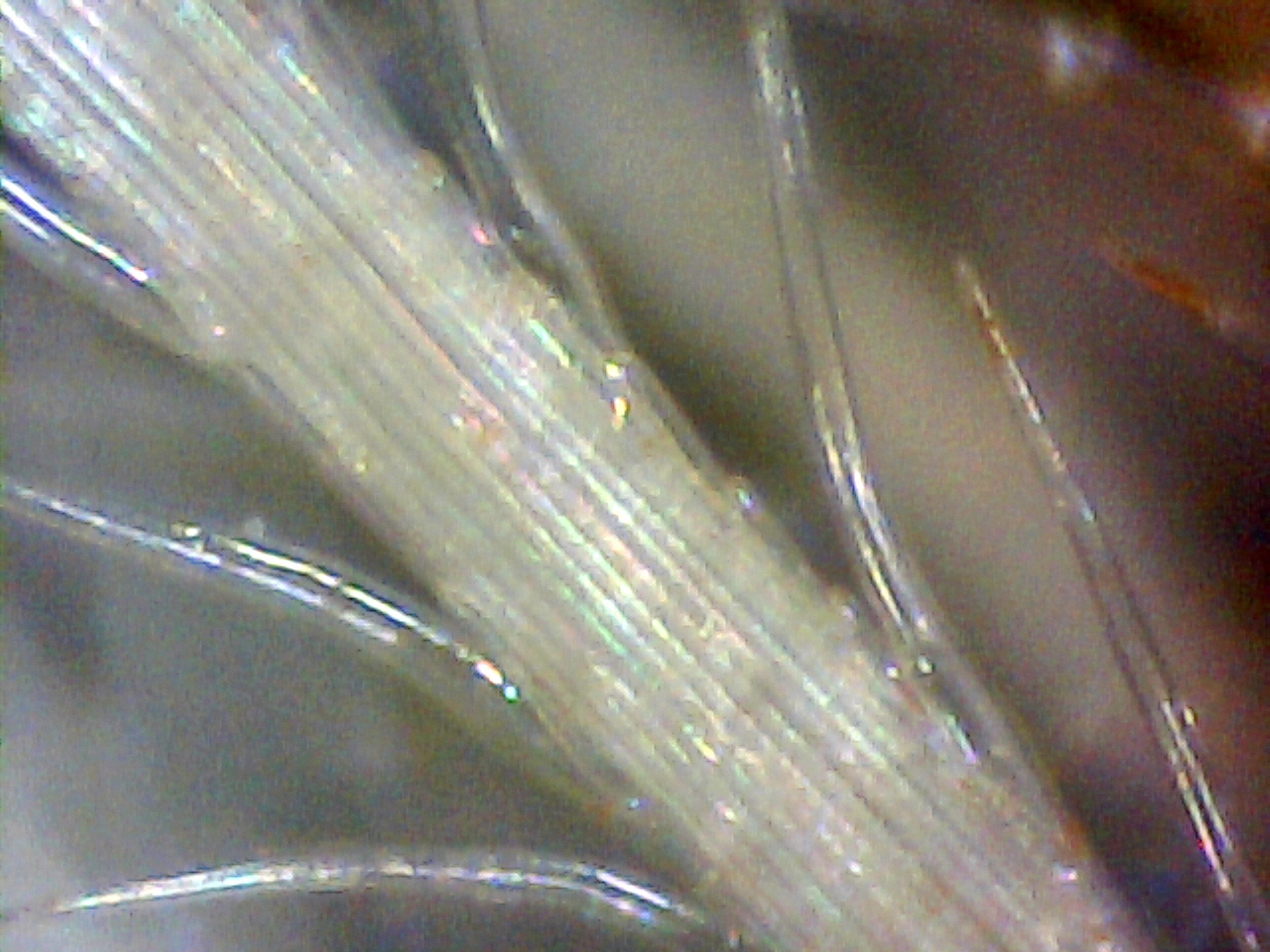
Detalle de un pelo subplumoso/escabrido del vilano de una cipsela - x350

Onopordum nervosum, el cardo gigante, entre otros nombres vernáculos, es una especie de planta herbácea del género Onopordum de la familia Asteraceae.

## Descripción
Se trata de una planta herbácea bienal, con un tallo generalmente único, erecto y ramificado de 20 cm hasta 3 m y con indumento más o menos denso y araneoso, ocultando glándulas sésiles. El tallo es de sección más o menos poligonal, acostillado y alado longitudinalmente (con 4-6 alas con nervadura reticulada, de 4-25 mm de anchura y con espinas de 2-15 mm). Lleva hojas en su mayor parte, que miden hasta 50 por 20 cm y son sésiles, verdes, pinnatífidas con segmentos triangulares espinosos, con el haz casi glabro y el envés araneoso y con una clara red de nervios; las basales son similares, sésiles, en roseta o no, con limbo de 10-90 por 5-25 cm usualmente secas en época de la floración. Los capítulos, sésiles o pedunculados, son solitarios o organizados en grupos de 2-18 en inflorescencias complejas glomeruliformes, a veces racemiformes. Estos capítulos tienen un involucro de 25-65 por 20-90 mm, ovoido/cónico, con brácteas coriáceas, imbricadas y dispuestas en 7-10 series, mayores del exterior hacia el interior, lanceoladas, adpresas, erectas —aunque las externas y medias inferiores pueden inusualmente ser patentes—, con espina apical de 1,5-4 mm, de margen antrorso-escábrido, verdosas y/o violetas en la parte superior. El receptáculo, más o menos plano, es profundamente alveolado con alvéolos poligonales de bordes irregularmente dentados y de organización helicoidal senestre. 
Los flósculos tienen una corola de 2-4 cm, glandulosa en su cara externa con tubo de 1,5-2,5 cm, blanco y limbo de 1-2c m, rosado o violeta, con lóbulos lineares, desiguales. Los frutos son cipselas de 4-6 por 2-3,5 mm, obovoido-cuadrangulares con 4 o 5 marcadas costillas angulares longitudinales y varios nervios discretos en los lados que son, además, transversal e irregularmente arrugados. Tienen el ápice truncado en una placa apical de borde entero, con un claro nectario persistente central rodeado por el vilano, caedizo en bloque, de pelos barbelados/subplumosos soldados en un anillo basal.

## Distribución y hábitat
Es un endemismo estricto de la península ibérica, introducido en el sur de Inglaterra. Crece al borde de caminos y carreteras, barbechos y cultivos abandonados, etc., habitualmente en substratos básicos más o menos nitrificados y esporádicamente silíceos, en altitudes entre el nivel del mar y 1.500 m.

## Taxonomía
Onopordum nervosum fue descrito por Pierre Edmond Boissier y publicado en Voyage botanique dans le midi de l'Espagne, vol. 2, p. 357 en 1841 Archivado el 8 de agosto de 2016 en Wayback Machine..
Etimología
- Onopordum: El nombre genérico proviene del latín ǒnǒpordǒn/ǒnǒpradǒn, derivado del Griego όνόπoρδoν, de όνό «burro» y πορδον «pedo», o sea literalmente «pedo de burro», aludiendo a la supuesta propiedad de la planta de producir ventosidades ruidosas a estos animales cuando se la comen,[5][2][6] referenciado como tal en Plinio el Viejo, Historia naturalis (27, 110, LXXXVII: "Onopradon cum ederunt, asini crepitus reddere dicuntur.").[7][8]

- nervosum: epíteto latino (nervōso, -a, -um), vigoroso, con muchos nervios; por el porte y la talla imponente de la especie o por las alas del tallo y las hojas densamente nervadas.[9]

Citología
- Número de cromosomas: 2n=34[10]

Sinonimia
- Onopordum arabicum Hook.
- Onopordum arabicum var. glabrescens Borja , nom. nud.
- Onopordum arabicum var. villoso-arachnoideo Borja , nom. nud.
- Onopordum arabicum L., p.p.
- Onopordum nervosiforme Sennen, nom. nud.
- Onopordum nervosum f. arachnoideum Sennen, nom. nud.
- Onopordum nervosum f. virescens Sennen, nom. nud.
- Onopordum nervosum subsp. castellanum Gonz. Sierra & alt.
- Onopordum nervosum var. lanatum Lázaro Ibiza
- Onopordum nervosum var. virescens Caball., nom. nud.
- Onopordum paui Vicioso & C Vicioso, pro hybrid.[11][2]

Taxones infraespecíficos
En la península ibérica cohabitan dos variedades:
- Onopordum nervosum var. nervosum: individuos totalmente verdes o canescentes y blanquecinos o canescentes y verdosos en la mitad inferior y verdes en la superior; involucro de hasta de 6,5 por 9 cm; vilano subplumoso con barbillas de 0,2-0,4 mm.
- Onopordum nervosum var. glomeratum (= O. glomeratum, O. lagascanum pro hybrid., nom. nud.): habitual en herbazales de márgenes de ríos y arroyos, carreteras y caminos, usualmente sobre suelos margosos; plantas siempre canescentes, blanquecinas o verdosas; involucro de hasta 4,5 por 5 cm (o sea mucho más pequeño que en la variedad anterior); vilano subplumoso con barbillas 0,15-0,25 mm, o sea prácticamente la mitad que la variedad nervosum.

Híbridos
- O. corymbosum × O. nervosum = O. × erectum Gonz. Sierra, Pérez Morales, Penas & Rivas Mart., 1992
- O. hinojense × O. nervosum = O. × onubense Gonz. Sierra, Pérez Morales, Penas & Rivas Mart., 1992
- O. illyricum × O. nervosum = O. × bolivari Pau & Vicioso, 1921
- O. macracanthum × O. nervosum = O. × macronervosum Gonz. Sierra, Pérez Morales, Penas & Rivas Mart., 1992[2]

## Nombres comunes
- Castellano: cardenca, cardencha (2), cardincha, cardo agigantado, cardo blanco portugués, cardo borriquero (2), cardo burrero, cardo de burro, cardo gigante (3), cañatoba, espina blanca portuguesa, toba, toba gigante. Entre paréntesis, la frecuencia de uso del vocablo en España.[12][2]